# Peugeot 508 II
Pour les articles homonymes, voir Peugeot 508.
La Peugeot 508 II est une automobile produite par le constructeur automobile français Peugeot, produite du 1er septembre 2018 au 12 mai 2025. Elle est la deuxième génération de 508.
La version européenne, présentée en février 2018, est une berline 5 portes à hayon. La version chinoise, plus longue et en version 4 portes est présentée en novembre 2018 sous le nom de 508L.

## Présentation

### Phase 1

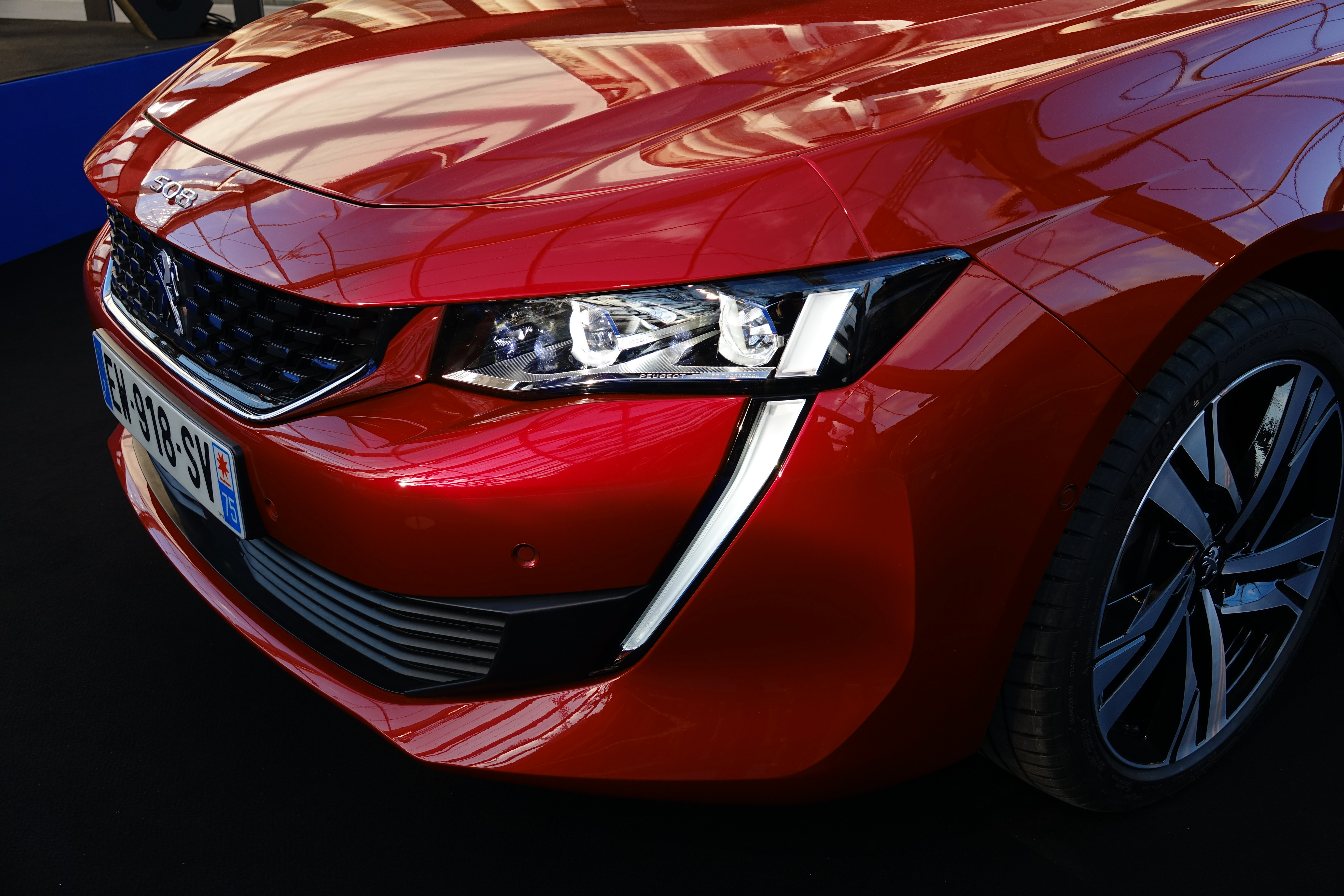
Signature lumineuse avant.

La Peugeot 508 II (code interne R8) est présentée le 22 février 2018 avant son exposition publique en mars 2018 à l'occasion du Salon international de l'automobile de Genève 2018 pour l'Europe, et en avril 2018 au salon automobile de Pékin pour la version chinoise, avant une commercialisation en septembre de la même année. La version break (SW) attend le Mondial Paris Motor Show 2018 pour être présentée, avant d'être commercialisée début 2019,.
La Peugeot 508 II succède à la première génération de 508 sur le segment des berlines familiales routières. Avec un hayon et une silhouette plus dynamique que sa prédécesseur (berline au style inspiré des fastback), Peugeot entend concurrencer l'Audi A5 Sportback ou Volkswagen Arteon sur le segment coupé 5 portes. La 508 II bénéficie d'ailleurs comme ces dernières de portes sans encadrement. Ce nouveau design extérieur plus démonstratif est signé par le designer Giovanni Rizzo. Le dérivé break, dessiné lui par Sylvain Henry, affiche également un dessin dynamique, avec une lunette arrière à l'inclinaison importante.
Avant sa commercialisation, deux Peugeot 508 officient comme véhicules d'assistance pour les 504 engagées sur le Tour Auto Optic 2000 en avril 2018, pour promouvoir le modèle en France.

### Phase 2

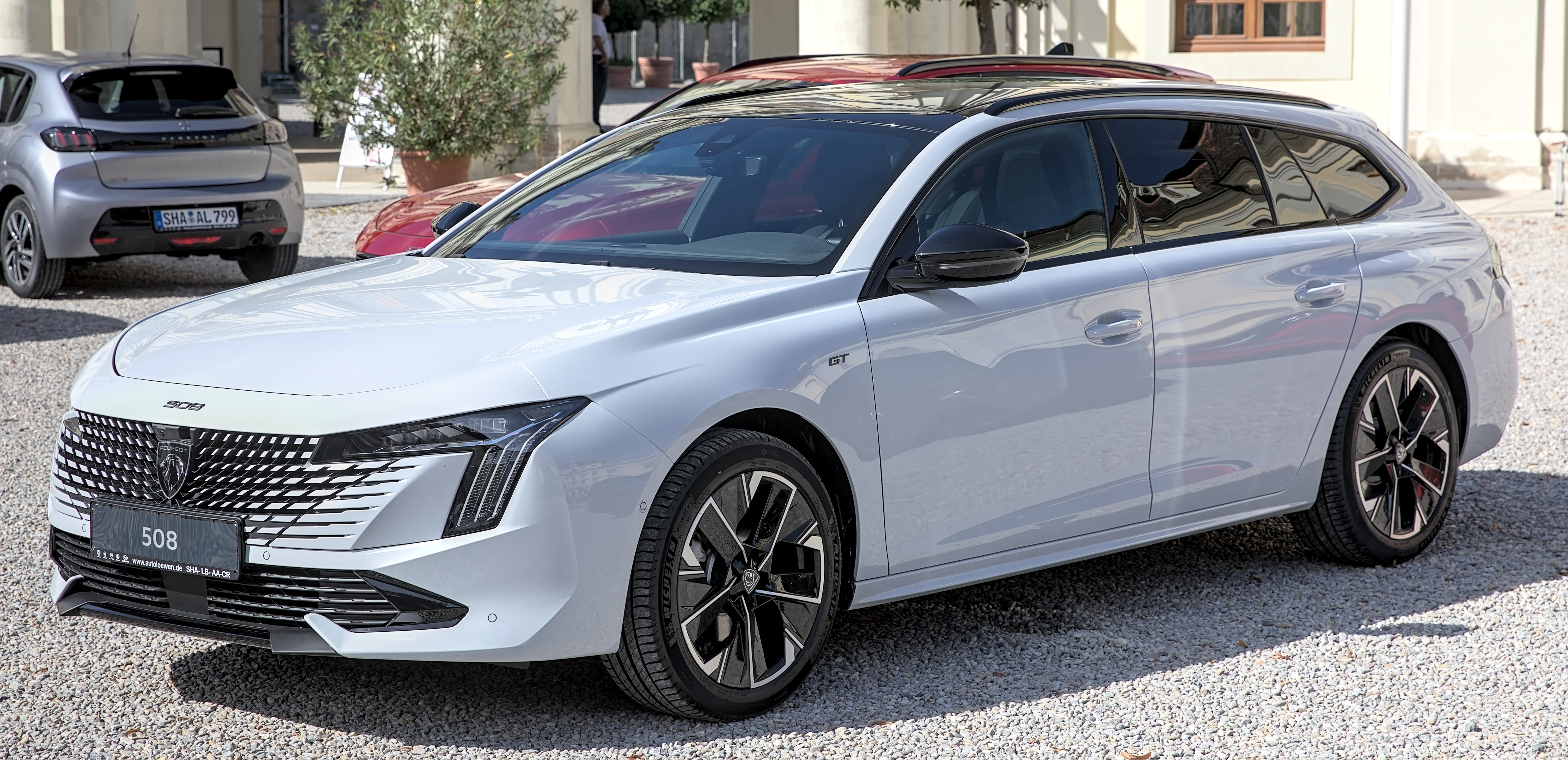
Peugeot 508 B SW (restylée)

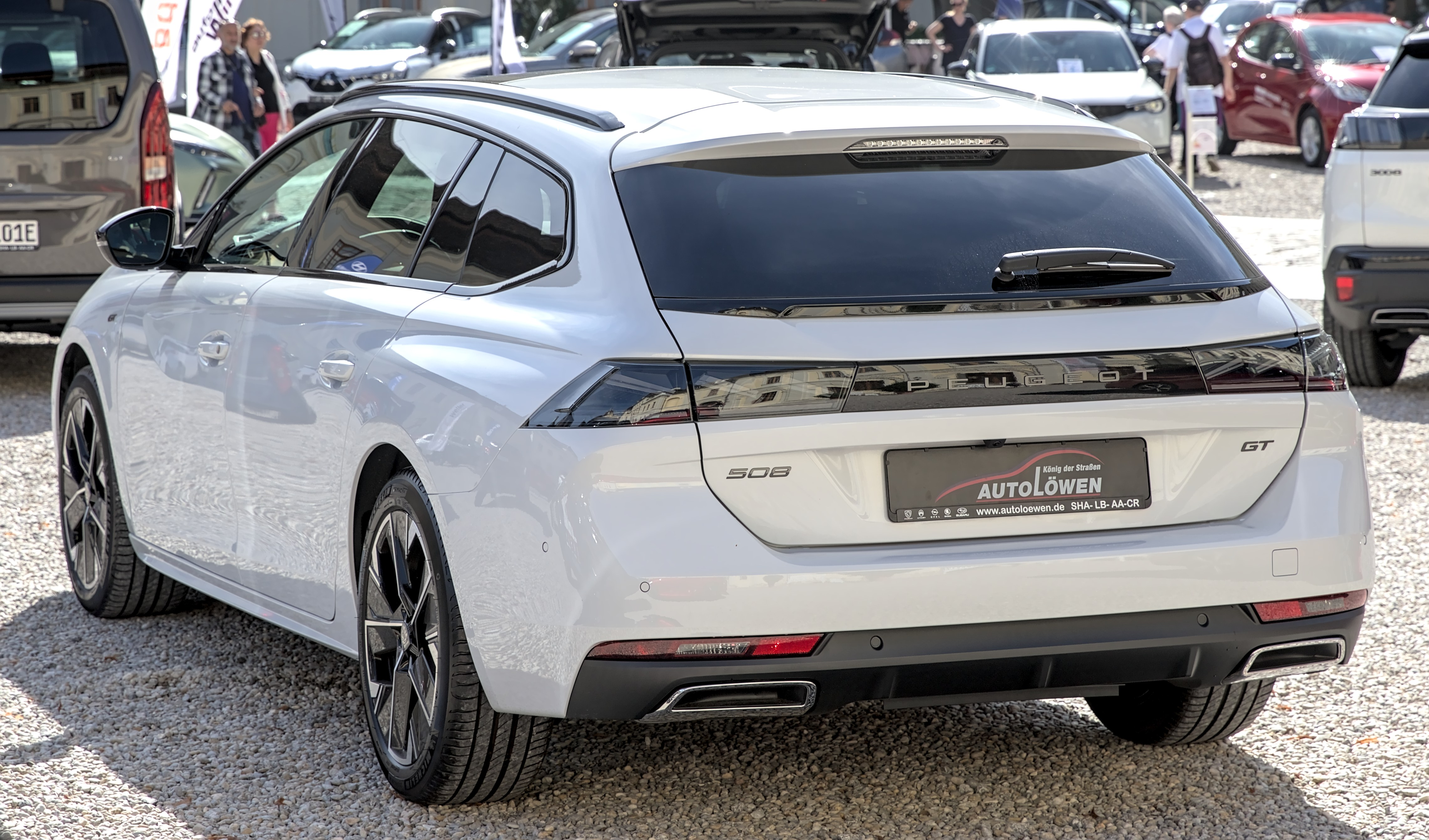
Vue de l'arrière

Peugeot présente la version restylée de la 508 le 24 février 2023.
La berline française reçoit une face avant entièrement revue avec des feux de jours à trois griffes contre une seule précédemment et des phares plus fins utilisant une matrice LED. La calandre est entièrement redessinée et adopte une couleur carrosserie contre chrome sur l'ancienne phase. Celle de la version PSE se démarque d'avantage avec un coloris noir uniforme et unique. Le nouveau logo de la marque fait son apparition mais n'est pas proposé sur les ailes en finition haute comme c'est le cas pour les 308 et 408. Quant à l'arrière, les feux sont légèrement modifiés (inclinaison des « griffes » inversée) et le lettrage PEUGEOT prend la place de l'ancien logo.
L'ensemble des motorisations sont reconduites et la gamme s'enrichit d'une version hybride rechargeable délivrant 180 ch. Le système multimédia est mis à jour pour gagner en fluidité et permettre une personnalisation de l'interface.

## Caractéristiques techniques

### Châssis
Contrairement à sa devancière, la seconde 508 repose sur la nouvelle plate-forme EMP2 du Groupe PSA qui sert dans le groupe au Citroën C5 Aircross, DS 7 Crossback et Opel Grandland X. Elle est plus courte, soit environ 4,75 m au lieu de 4,83 m pour sa prédécesseure la Peugeot 508 I pour un empattement de 2,79 m. Ceci afin de ne pas trop se rapprocher de sa consœur la DS 9, commercialisée en 2020, qui atteint 4,93 m de long.
La 508, qui possède un hayon, reçoit (comme la 407 et la 508 de première génération) une suspension multibras à l'arrière.

### Technologie
La 508 continue la montée en gamme de Peugeot orchestrée par les 308 et 3008 de 2e génération, et reçoit à son tour le i-Cockpit ainsi qu'une suspension à amortissement variable et piloté "Active Suspension Control" en série sur les versions essence.
L'instrumentation est numérique avec un écran de 31 cm disposant de 6 modes d’affichage, tandis que la planche de bord reçoit un écran tactile de 20 cm en entrée de gamme et de 25 cm dès le niveau de finition Allure.
En 2021, la 508 est dotée en option d'un système de vision nocturne, composé d'une caméra infrarouge pour détecter de nuit la présence d'humains et d'animaux et alerter le conducteur.

### Motorisations
Au lancement en 2018, la 508 reçoit cinq motorisations : en essence le quatre cylindres THP 1.6 avec des puissances de 180 et 225 ch, tandis qu'en Diesel, elle étrenne le nouveau 1.5 BlueHDi 130 ch, et le 2.0 BlueHDi en version 160 et 180 ch. Toutes les versions sont équipées d'un système Stop & Start.
En raison de l'entrée en vigueur de la norme Euro 6D-Full, de l'augmentation régulière du malus écologique sur les émissions de CO2 et des quotas européens imposés aux constructeurs concernant les rejets moyens de l'ensemble des véhicules vendus, les motorisations 100 % thermiques les plus puissantes disparaissent rapidement du catalogue,.
En décembre 2020, les motorisations 1.5 BlueHDi 130 BVM6, 2.0 BlueHDi 160 EAT8 et 2.0 BlueHDi 180 EAT8 sont supprimées. Le seul moteur Diesel subsistant est le 1.5 BlueHDi 130 EAT8.
Dès juin 2021, les motorisations essence 1.6 PureTech (181 et 225 ch) sont supprimées. Ainsi, seule la version 3-cylindres 1.2 PureTech de 130 ch reste au catalogue en essence.
Les versions les plus puissantes étant uniquement disponibles en hybride rechargeable favorisées par les protocoles de test de la norme WLTP,.
En septembre 2024, Peugeot arrête les motorisations diesel sur la 508.
| Logo de Peugeot            | Diesel                | Diesel                | Diesel          | Diesel          | Essence          | Essence          | Essence          | Essence |
| Logo de Peugeot            | 1.5 BlueHDi S&S       | 1.5 BlueHDi S&S       | 2.0 BlueHDi S&S | 2.0 BlueHDi S&S | 1.2 PureTech S&S | 1.6 PureTech S&S | 1.6 PureTech S&S |         |
| -------------------------- | --------------------- | --------------------- | --------------- | --------------- | ---------------- | ---------------- | ---------------- | ------- |
| Moteur                     | 4-cylindres           | 4-cylindres           | 4-cylindres     | 4-cylindres     | 3-cylindres      | 4-cylindres      | 4-cylindres      |         |
| Cylindrée (cm3)            | 1499                  | 1499                  | 1997            | 1997            | 1199             | 1598             | 1598             |         |
| Puissance maximale ch (kW) | 130 ch à 3 750 tr/min | 130 ch à 3 750 tr/min | 163             | 177             | 130              | 181              | 225              |         |
| au régime de : (tr/min)    | 3750                  | 3750                  | 3750            | 3750            | 5500             | 6000             | 5500             |         |
| Couple maximal (N m)       | 300                   | 300                   | 400             | 400             | 230              | 250              | 300              |         |
| au régime de : (tr/min)    | 1750                  | 1750                  | 2000            | 2000            | 1750             | 1750             | 1900             |         |
| Boîte de vitesses          | BVM6                  | EAT8                  | EAT8            | EAT8            | EAT8             | EAT8             | EAT8             |         |
| Vitesse maximale (km/h)    | 208                   | 208                   | 230             | 235             | 204              | 229              | 250              |         |
| 0-100 km/h (s)             | 9,7                   | 10                    | 8,4             | 8,3             | 10               | 7,9              | 7,3              |         |
| Consommation (L/100 km)    | 3,8                   | 3,7                   | 4,5             | 4,7             | 5,9              | 5,4              | 5,7              |         |
| Émissions de CO2 (g/km)    | 101                   | 98                    | 118             | 123             | 133              | 123              | 131              |         |
| Capacité du réservoir (L)  | 55                    | 55                    | 55              | 55              | 55               | 62               | 62               |         |
| Masse à vide (kg)          | 1415                  | 1482                  | 1530            | 1535            | 1420             | 1420             | 1420             |         |
| Norme environnementale     | Euro 6d Temp          | Euro 6d Temp          | Euro 6d Temp    | Euro 6d Temp    | Euro 6d Temp     | Euro 6d Temp     |                  |         |

#### Hybride
Peugeot présente la 508 en version hybride rechargeable au Mondial Paris Motor Show 2018, celle-ci utilisant le système PSA Hybrid de seconde génération  est développée pour la première fois avec une motorisation essence, soit le 1.6 PureTech 180 ch associé à un moteur électrique de 80 kW (110 ch) monté à l'avant, pour une puissance cumulée de 200 ch, et associé à une batterie lithium-ion de 11,8 kWh. L'ensemble lui permet une autonomie 100 % électrique de plus de 40 km à la vitesse maximum de 135 km/h, avec des émissions de CO2 inférieures à 49 g/km. La recharge complète peut s’effectuer en 8 heures sur une prise standard (230 V, 16 A) ou en moins de 2 heures avec une Wallbox (coffret mural) de 6,6 kW 32 A. La 508 Hybrid reste une deux roues motrices (traction). Les versions 508 Hybrid (hybrides rechargeables) sont attendues pour l'automne 2019 et seront disponibles dans les finitions Allure, Allure Business, GT Line et GT.
En février 2023, les motorisations hybrides sont retirées du catalogue en l'attente du restylage du modèle.
| Logo de Peugeot                       | Hybride rechargeable | Hybride rechargeable |
| ------------------------------------- | --- | --- |
| Disponibilité                         | 2018-... | 2018-... |
| Motorisation thermique                | | |
| Architecture                          | 4-cylindres en ligne 1.6 PureTech                                                                                         | 4-cylindres en ligne 1.6 PureTech                                                                                         |
| Alimentation                          | Turbocompressé | Turbocompressé |
| Cylindrée (cm3)                       | 1598 | 1598 |
| Puissance maximale ch (kW)            | 150 (110) @ 6000 tr/min                                                                                                   | 180 (132) @ 6000 tr/min                                                                                                   |
| Couple maximal (N m)                  | 300 @ 3000 tr/min | 300 @ 3000 tr/min |
| Consommation (L/100 km)               | 1,3 | 1,3 |
| Émissions de CO2 (g/km)               | 30 | 30 |
| Moteurs électriques                   | | |
| Puissance (kW) [ch]                   | 110 (81) | 110 (81) |
| Couple (N.m)                          | 320 | 320 |
| Puissance / couple cummulés           | | |
| Puissance cummulée (ch)               | 180 | 225 |
| Couple cummulé (N.m)                  | 360 | 360 |
| Performances                          | | |
| Vitesse maximale (km/h)               | 230 (135 électrique) | 240 (135 électrique) |
| 0-100 km/h (s)                        | 8,2 | 7,9 |
| Capacité du réservoir (L)             | 43 | 43 |
| Norme environnementale                | euro 6d | euro 6d |
| Transmission                          | Traction | Traction |
| Type de transmission                  | électromécanique « hybride parallèle »                                                                                    | électromécanique « hybride parallèle »                                                                                    |
| Boite de vitesse                      | Automatique à 8 rapports (e-EAT8)                                                                                         | Automatique à 8 rapports (e-EAT8)                                                                                         |
| Disposition                           | Légende :1. Moteur essence 2. Convertisseur de couple 3. Moteur électrique 4. Boîte de vitesses EAT8 5.Moteur électrique. | Légende :1. Moteur essence 2. Convertisseur de couple 3. Moteur électrique 4. Boîte de vitesses EAT8 5.Moteur électrique. |
| Masses                                | | |
| Masse en ordre de marche (kg)         | 1811 | 1811 |
| Masse totale autorisée en charge (kg) | 2280 | 2280 |

## Peugeot 508 PSE
En février 2020, Peugeot dévoile la 508 PSE (Peugeot Sport Engineered).
À l'occasion de ses 210 ans, le constructeur présente officiellement en septembre 2020 la berline la plus puissante de son histoire, la 508 PSE forte de 360 ch, en berline et break.
La 508 PSE dispose d'un moteur thermique essence 1.6 THP de 200 ch couplé à un moteur électrique de 81,2 kW (110 ch) à l'avant et un second moteur électrique de 83 kW (114 ch) à l'arrière procurant selon les conditions une transmission aux roues avant (traction), aux roues arrière (propulsion) ou une transmission intégrale. L'ensemble est associé à une boîte automatique à 8 rapports pour une puissance cumulée de 360 ch et 520 N m de couple.
Ses voies avant et arrière sont élargies de respectivement 24 mm et 12 mm. Sa vitesse maximale est de 250 km/h et de 135 km/h en électrique, et elle abat le 0 à 100 km/h en 5,2 s.
Le véhicule rencontre un relatif échec commercial, au mois d'avril 2022, Peugeot n'en avait fabriqué que 2000 unités. L'objectif de la marque qui était que la 508 PSE assure 5 à 6% des ventes totales de la 508 est cependant atteint.
La commercialisation de la Peugeot 508 PSE phase 1 cesse en février 2023 mais sera reconduite l'année suivante en phase 2, malgré les faibles ventes.

### Peugeot 508 Sport Engineered Concept
Au salon de Genève 2019, Peugeot présente le concept Peugeot 508 Sport Engineered, préfigurant le véhicule de série. Il s’agit d’une version berline hybride rechargeable de 360 ch, disposant d’un moteur essence 1,6 litre Puretech de 200 ch et 500 N m de couple, associé à des moteurs électriques de 110 ch à l’avant et 113 ch à l’arrière. L’accélération de 0 à 100 km/h s'effectue en 4,3 secondes avec une vitesse maximale de 250 km/h. Une batterie de 11,8 kWh lui procure une autonomie d’environ 50 km en mode tout électrique et ses émissions de CO2 se limitent à 49 g/km (selon le cycle de mesure WLTP). La carrosserie bénéficie d'améliorations aérodynamiques et est agrémentée de touches de « vert kryptonite » qui lui donnent un style plus sportif.

Peugeot 508 Sport Engineered Concept
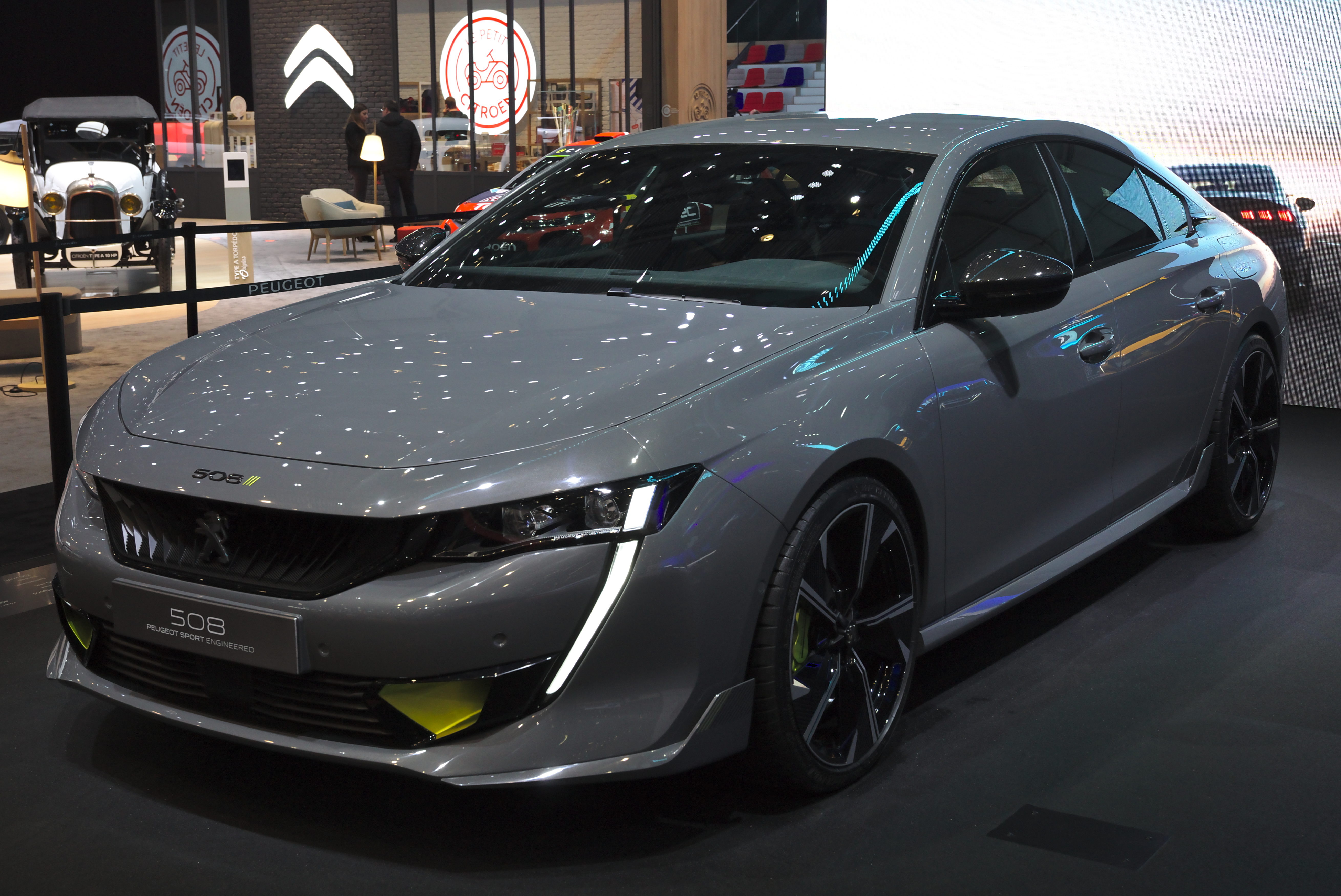
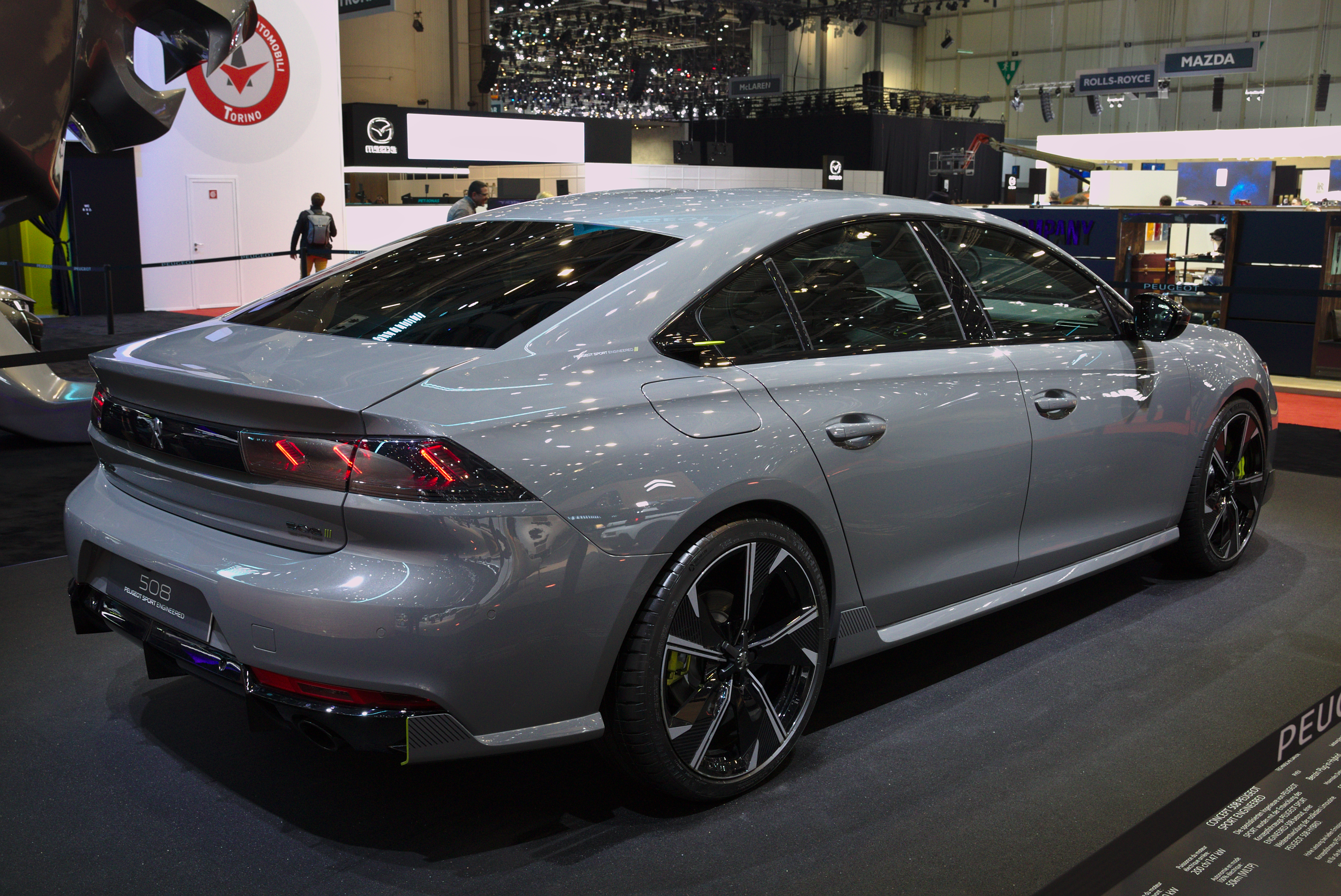
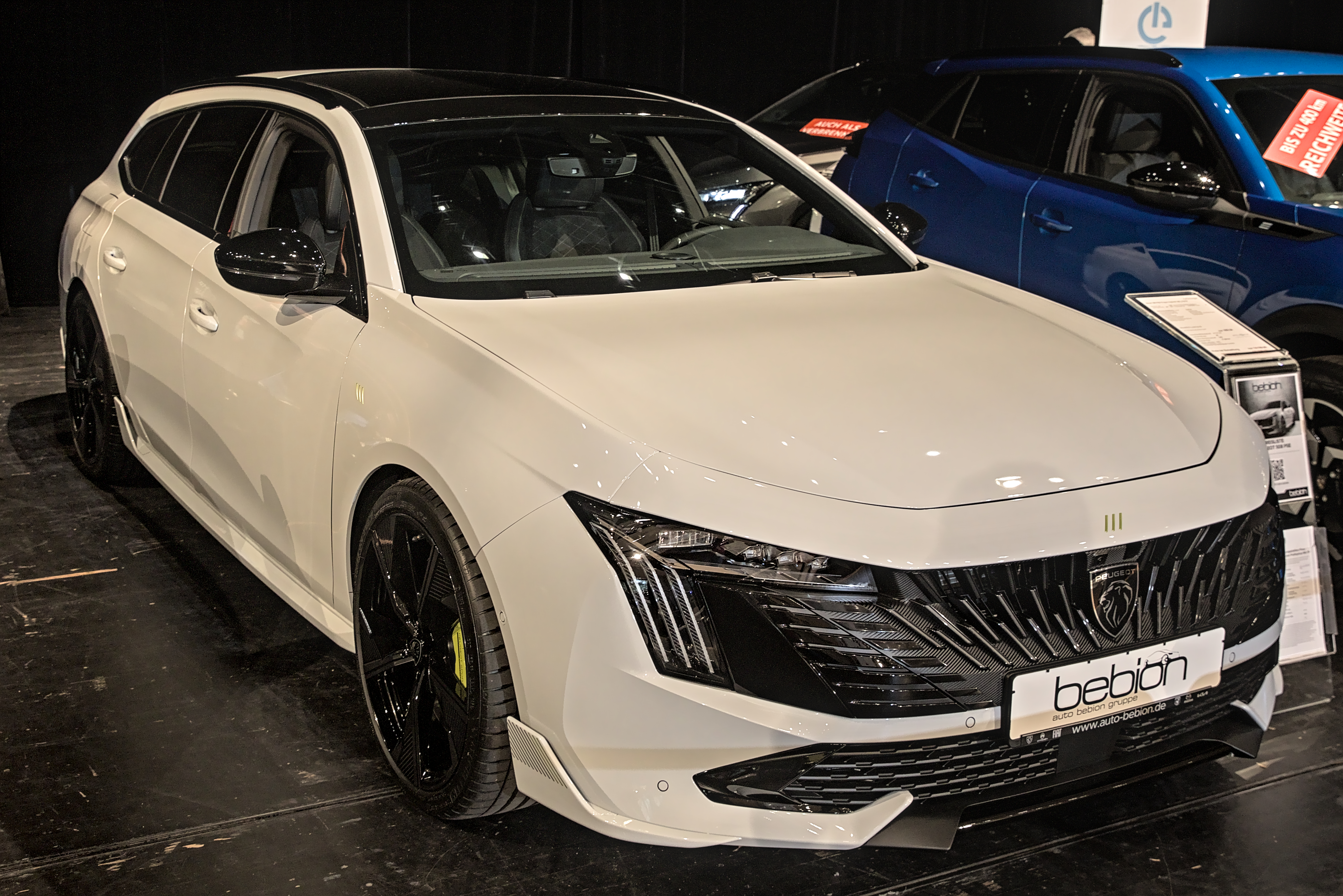
Facelift 2023

## Finitions
Avec ses 5 motorisations et 2 boîtes de vitesses, la 508 de seconde génération est proposée avec 4 finitions (+ une série de lancement) :
Phase 1
- Active :
  - Climatisation automatique ;
  - Décors intérieurs aspect carbone ;
  - Démarrage mains-libres ;
  - Frein de parking électrique avec aide au démarrage en pente ;
  - Jantes alliage 16 pouces ;
  - Radio avec écran tactile de 8 pouces ;
  - Régulateur/limiteur de vitesse ;
  - Sellerie en tissu. Volant cuir.

- Allure (Active +) :
  - Accès mains libres;
  - Jantes 17 pouces;
  - Pack City 1;
  - Pack Safety Plus;
  - Sellerie tissu/simili-cuir;
  - Sièges avant avec réglage lombaire;
  - Suspension pilotée (sur 1.6 essence 180 ch);
  - Système multimédia à écran tactile de 10 pouces avec GPS;
  - Vitres arrière surteintées.

- GT Line (Allure +) :
  - Calandre à damier chromé;
  - Éclairage d'ambiance bleu;
  - Feux arrière 3D Full LED
  - i-Cockpit Amplify;
  - Jantes 18 pouces Hirone diamantées;
  - Pédalier en aluminium;
  - Planche de bord surpiquée;
  - Projecteurs Full LED avec éclairage en virage;
  - Sellerie tissu Belomka noir/cuir synthétique noir;
  - Sièges avant à réglage en inclinaison et lombaire électrique;
  - Volant cuir pleine fleur avec badge GT Line.

- GT (GT Line +) : (jusqu'en septembre 2024)
  - Décors intérieurs bois;
  - Hayon mains-libres;
  - Jantes 18 pouces Sperone diamantées;
  - Pack Drive Assist Plus;
  - Radio numérique;
  - Sellerie Alcantara noir/cuir sellier noir;
  - Sièges électriques, chauffants et massants;
  - Système audio Focal;
  - Volant cuir pleine fleur avec badge GT.

Phase 2
- Allure
- GT (jusqu'en septembre 2024)
- Peugeot Sport Engineered

### Séries spéciales
Une version de lancement baptisée First Édition et limitée à 508 exemplaires est disponible jusqu'en juin 2018.
- First Edition (GT +) :
  - Pack City 3;
  - Jantes 19 pouces First Edition;
  - Night Vision;
  - Recharge smartphone sans fil;
  - Sellerie Alcantara Noir/cuir sellier noir;
  - Seuils de portes First Edition;
  - Toit ouvrant panoramique.

## Peugeot 508L
Dès le début de la conception de la 508 II, une version tricorps à 4 portes est étudiée pour la Chine.
La version chinoise de la 508, est dévoilée au salon de Guangzhou (Canton) 2018 (16 au 25 novembre 2018) et elle prend le nom de Peugeot 508L. Elle est plus longue de 12 cm, ce qui porte son gabarit à 4,86 m. Son empattement est majoré de 55 mm et atteint 2,85 m. La 508-L est aussi 6 cm plus haute que son homologue européenne afin de disposer de portes classiques pour favoriser l'accès à bord. Le flanc et la poupe sont également différents. La Peugeot 508L n’arbore pas de feux arrière translucides et sa malle de coffre classique qui lui offre le statut d'une berline à 4 portes. Conçue en partenariat avec le constructeur local Dongfeng, la Peugeot 508L est commercialisée en Chine au printemps 2019. Elle est équipée de trois moteurs essence : 350THP (1.6 Turbo 167 ch), 360THP (1.6 Turbo 170 ch) et 400THP (1.8 Turbo 210 ch).
En avril 2019, à l'occasion du lancement commercial de la 508L sur le marché chinois, Peugeot présente la 508L PHEV, version hybride rechargeable de la 508L, lors du Salon automobile de Shanghai.

Peugeot 508L phase 1
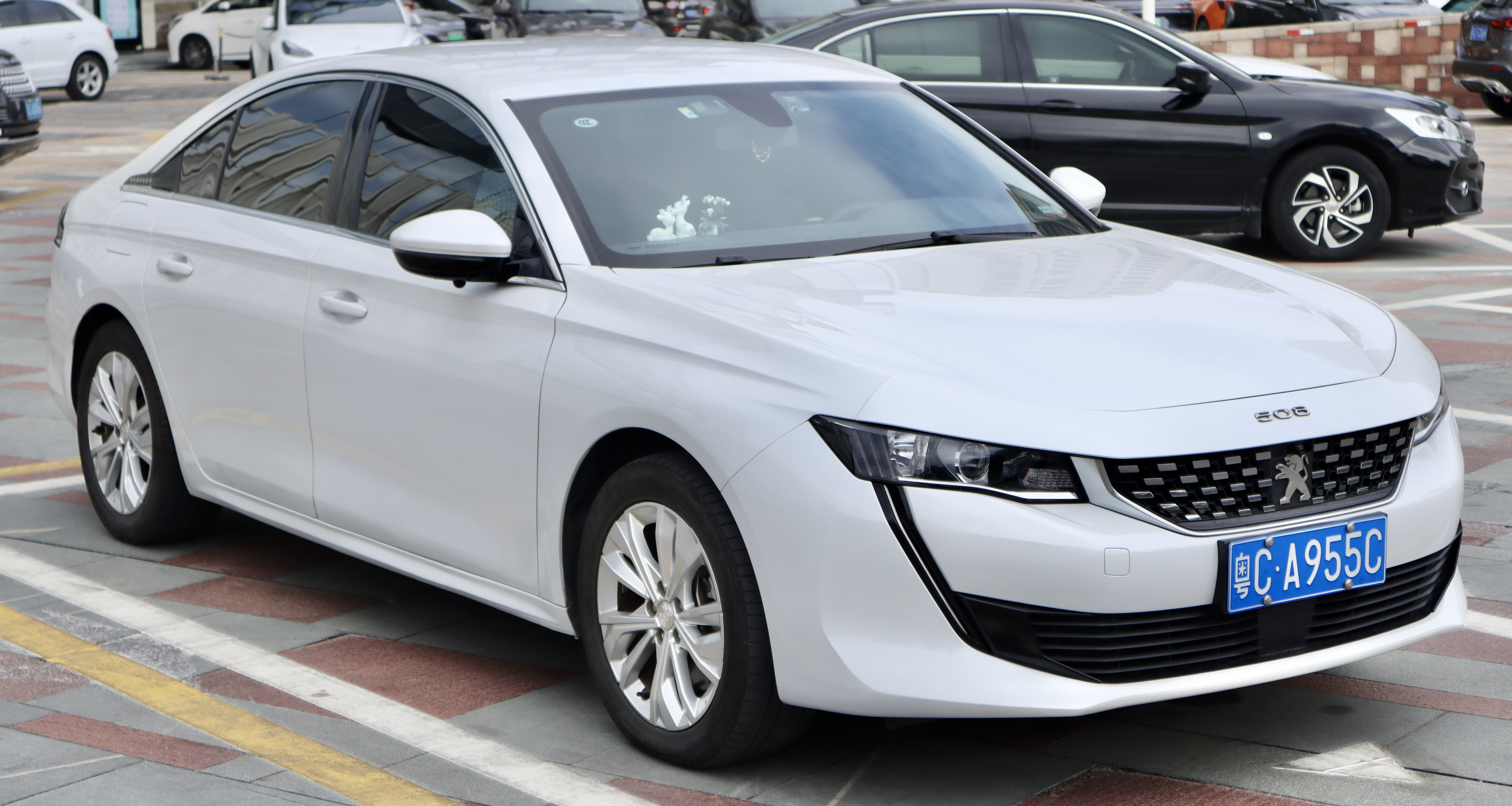
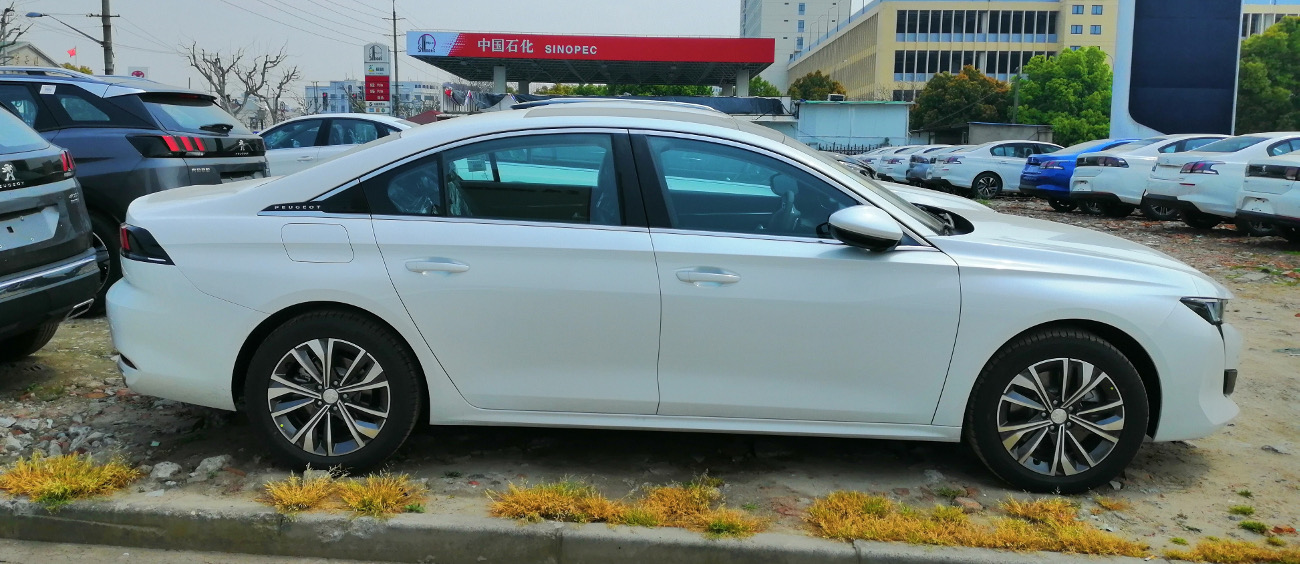
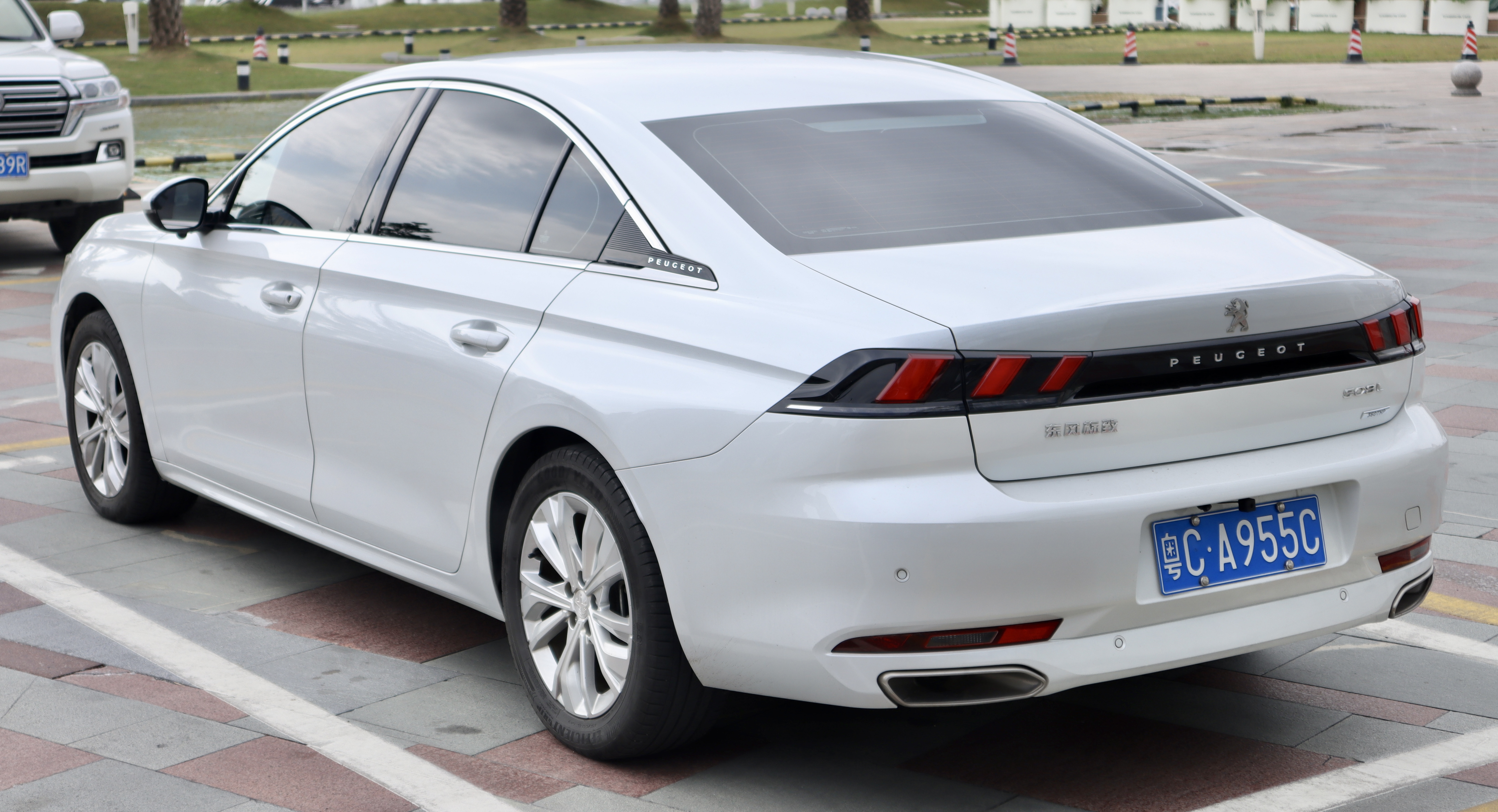

La version restylée est présentée quelques semaines après le modèle européen.

Peugeot 508L phase 2
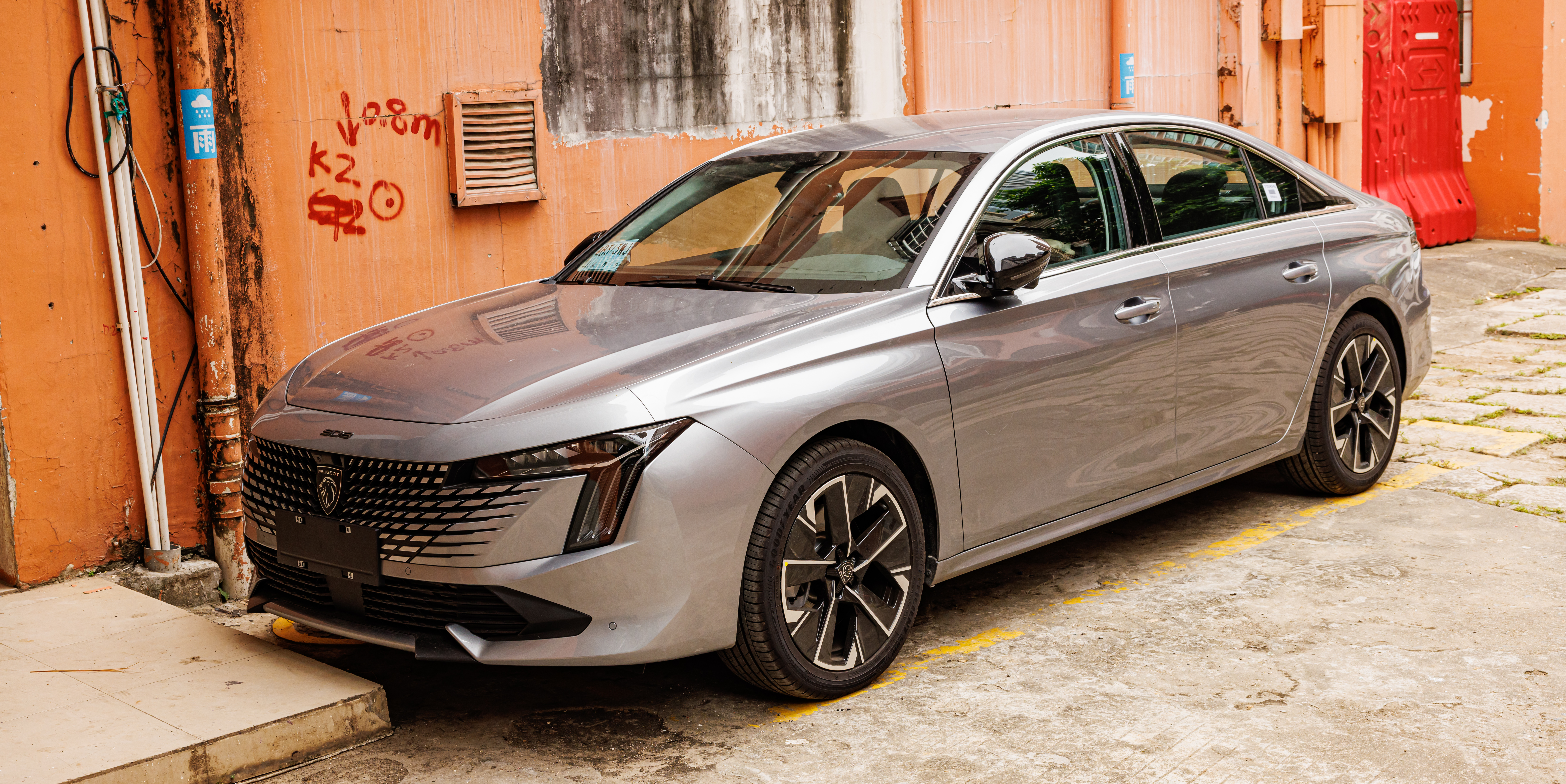
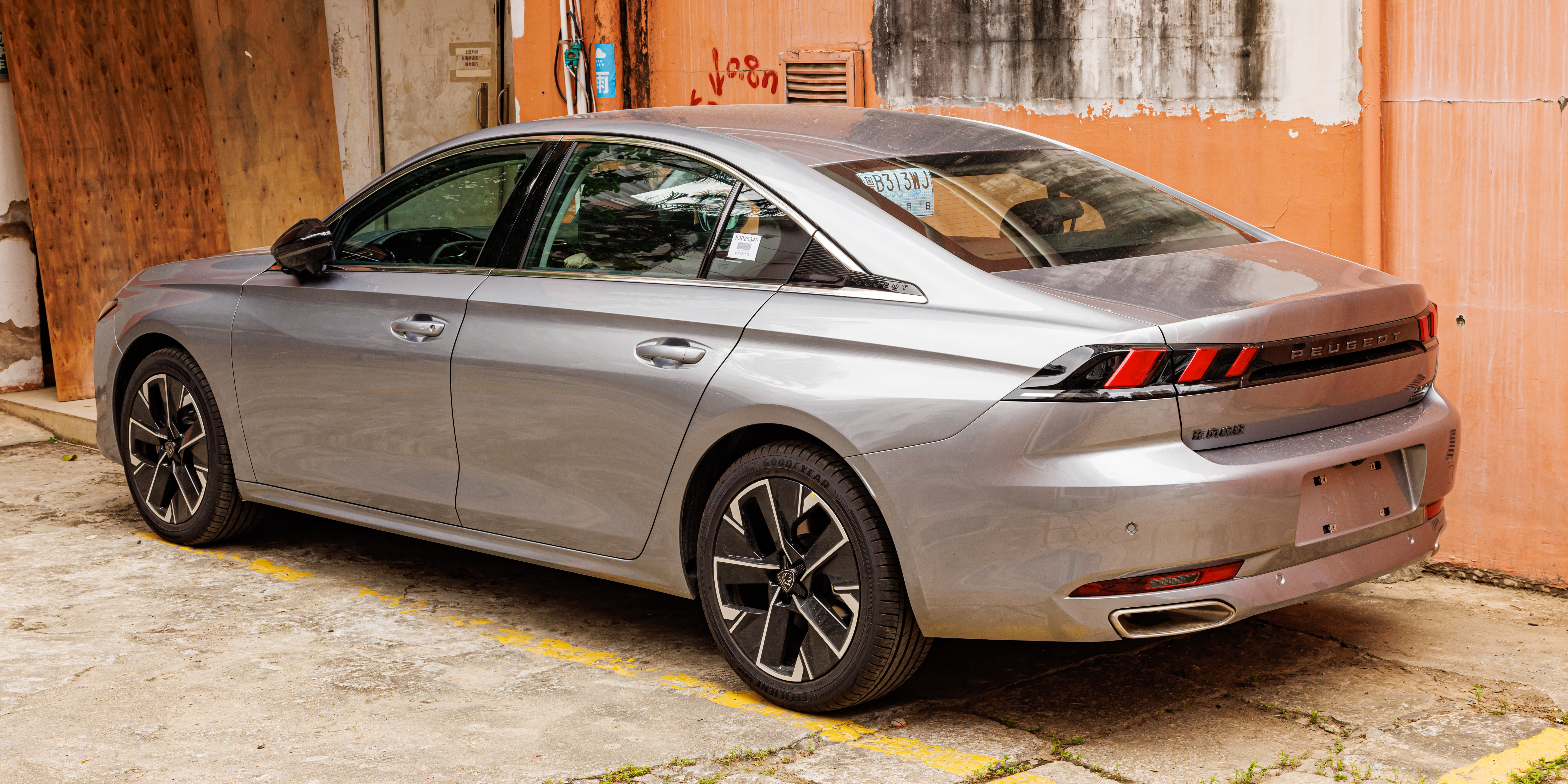

## Communication

### Origine France Garantie
Dès son lancement, la Peugeot 508 II reçoit le label « Origine France Garantie ». La Peugeot est construite à l’usine de Mulhouse, et les moteurs sont réalisés à Trémery et Douvrin.

### Récompense

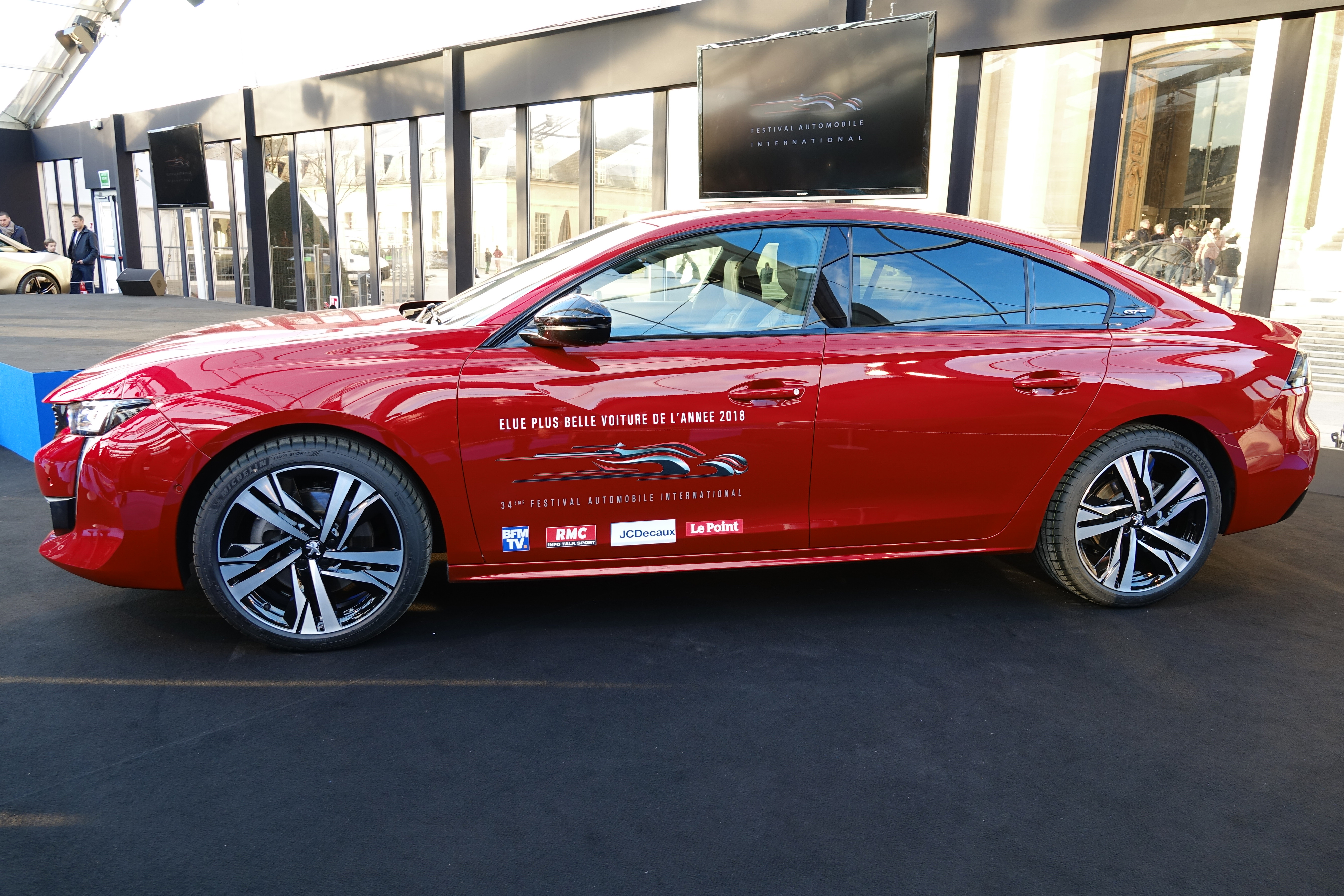
Peugeot 508 - Plus belle voiture de l'année 2018

En janvier 2019, la Peugeot 508 est élue « Plus belle voiture de l'année 2018 » lors de la 34e édition du Festival automobile international.

## Galerie

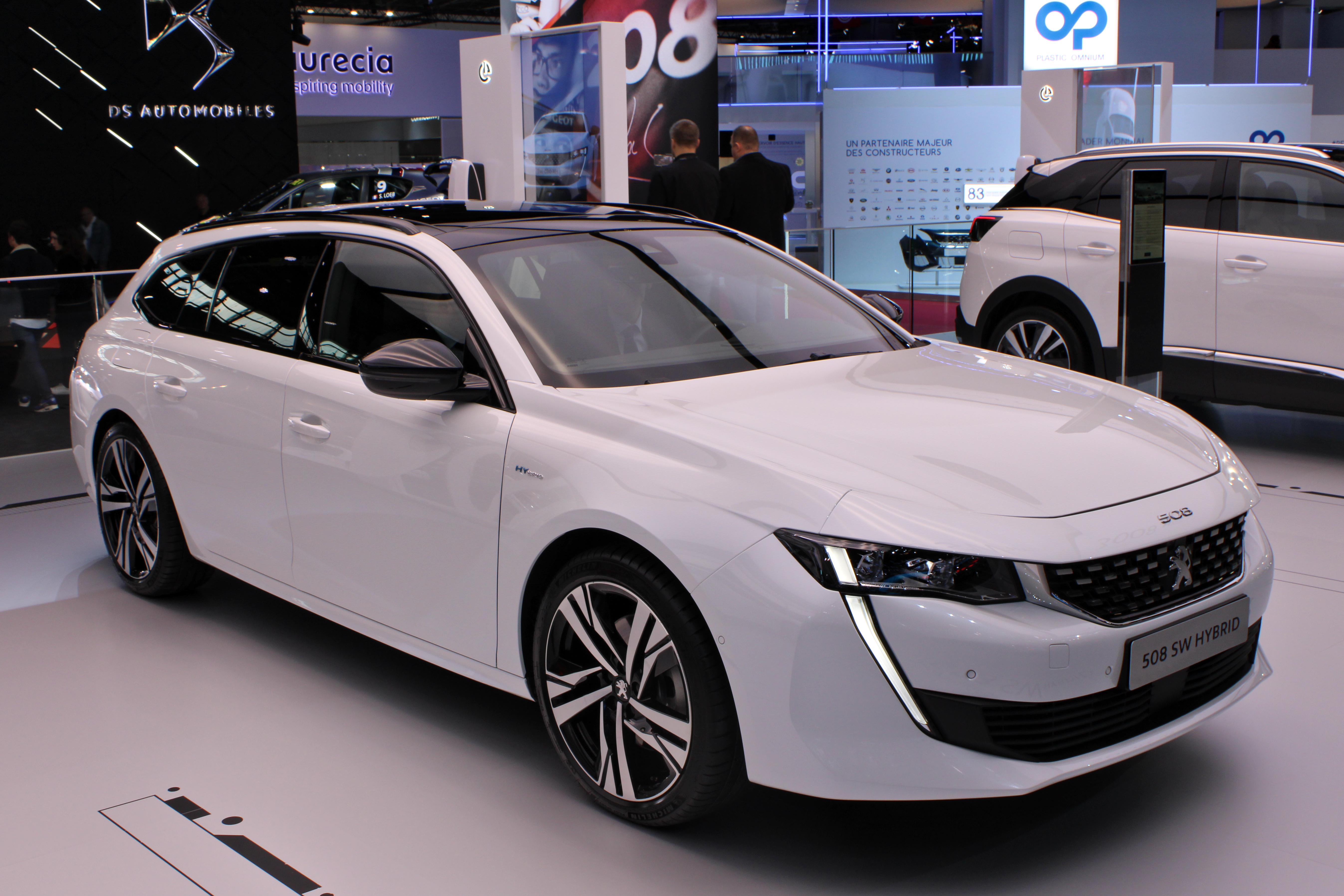
Peugeot 508 SW Hybrid (vue de l'avant)

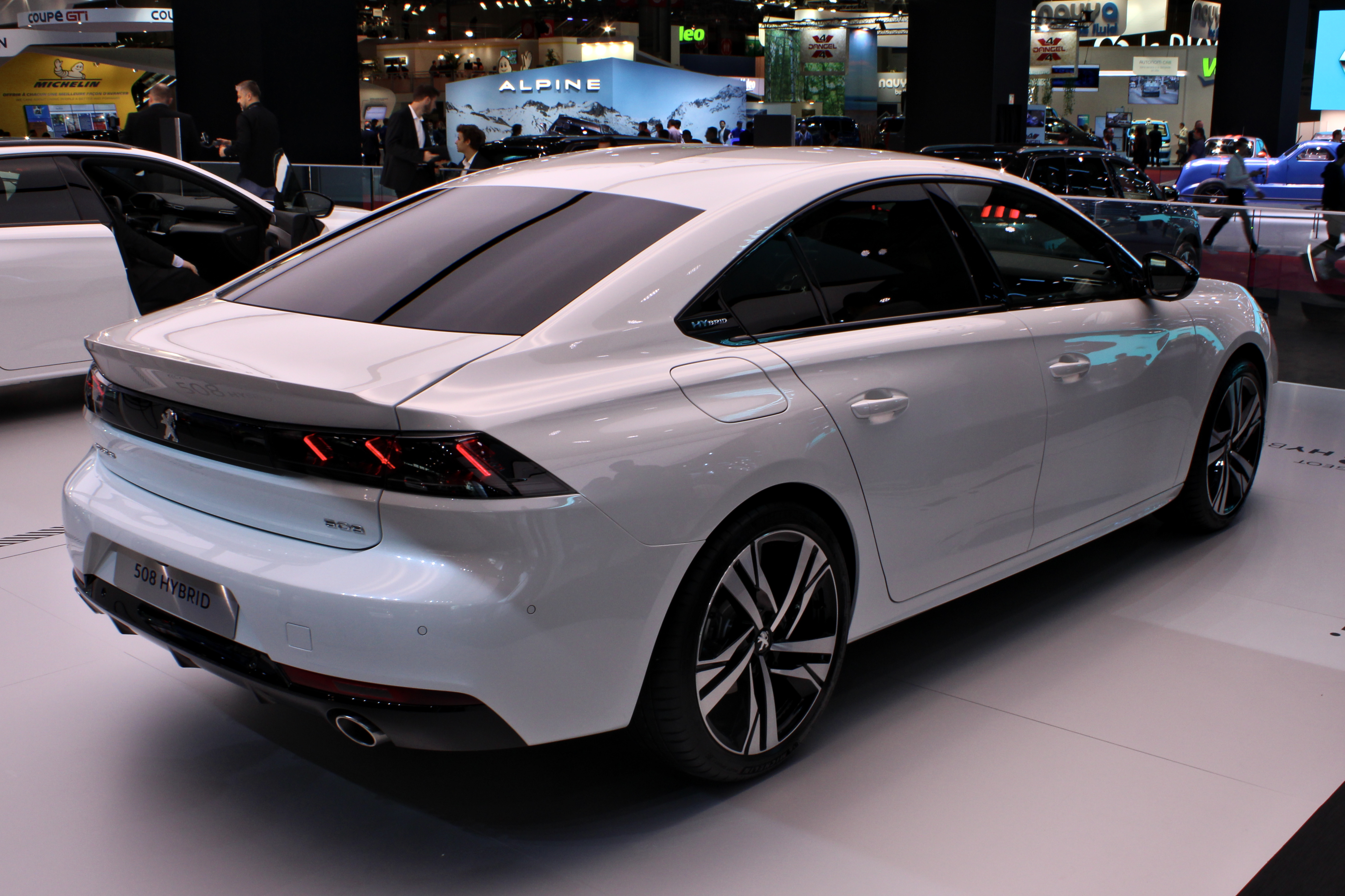
Peugeot 508 Hybrid (vue de l'arrière)
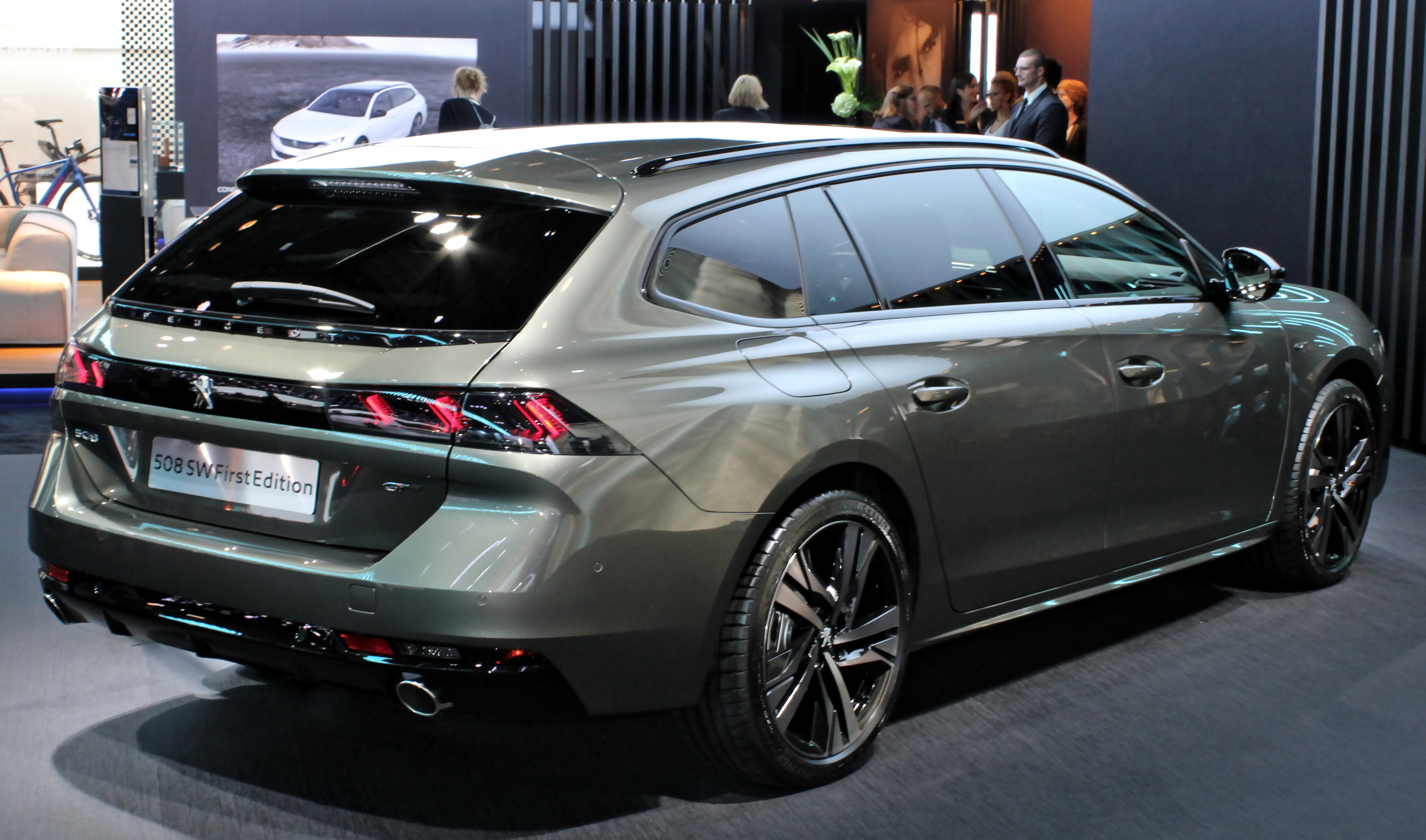
Peugeot 508 SW (vue de l'arrière)
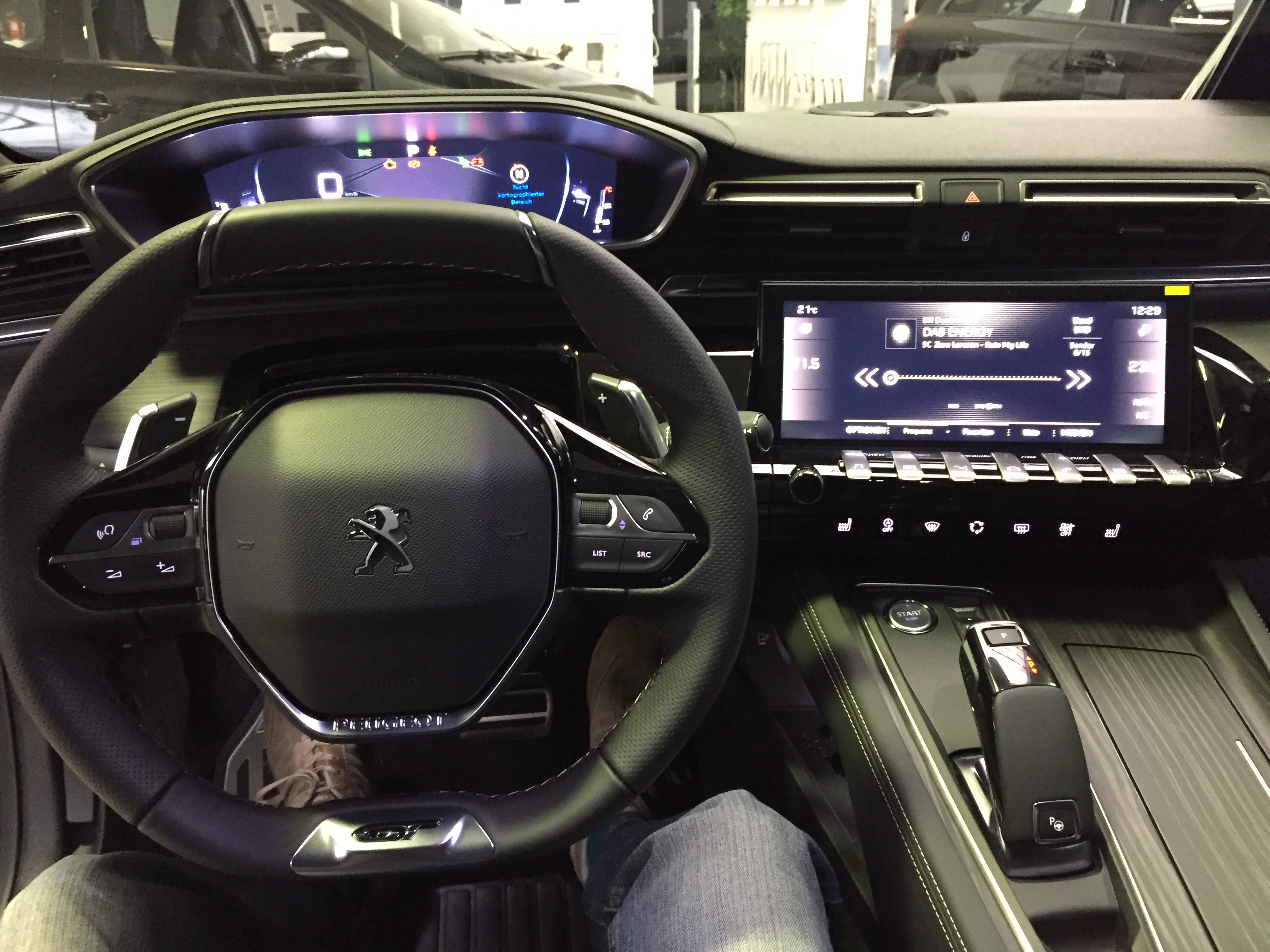
Intérieur

## Concept car
Son design s'inspire du concept car Peugeot Exalt, présenté au salon automobile de Pékin 2014, qui est un coupé 4 portes.

Peugeot Exalt 2014
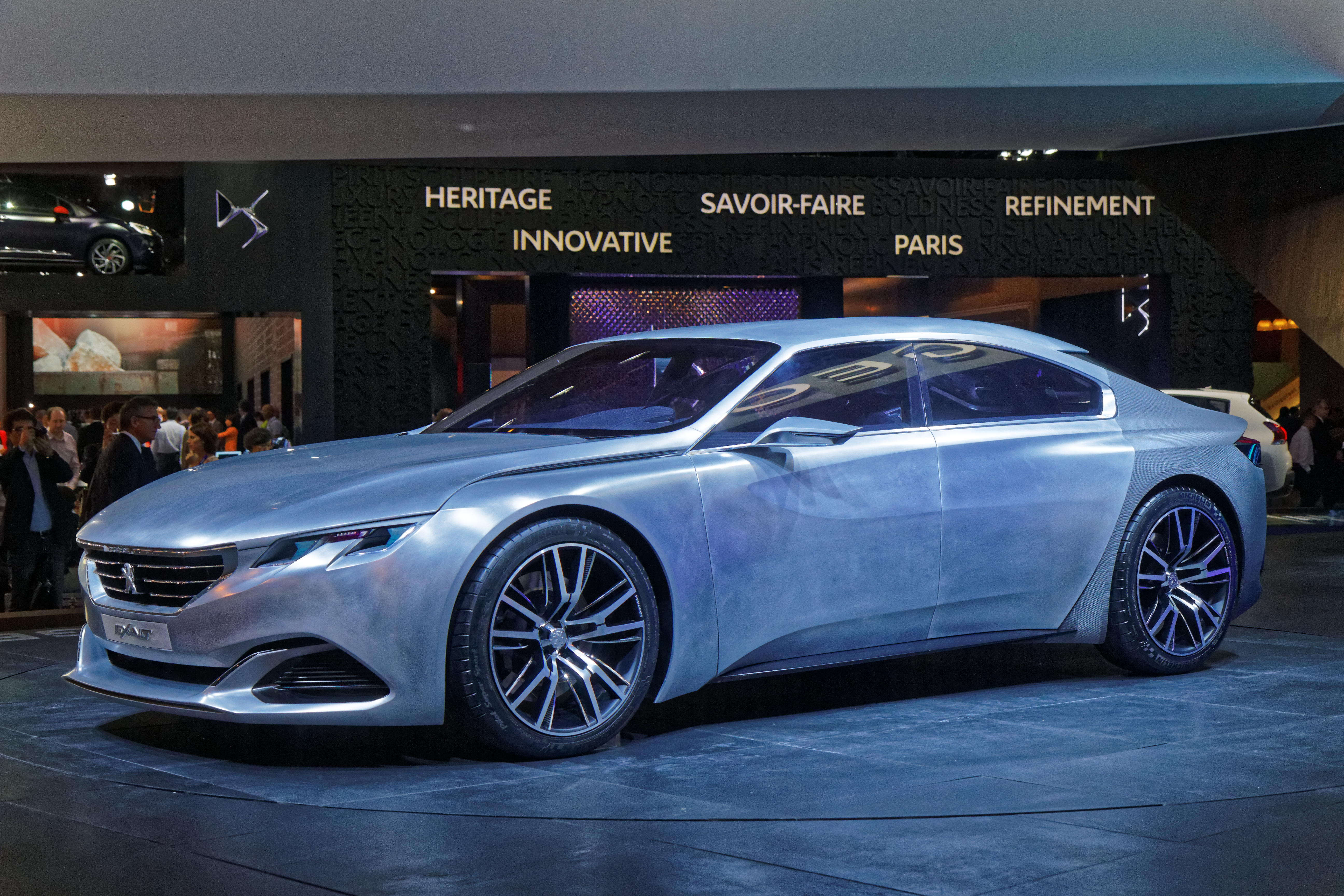
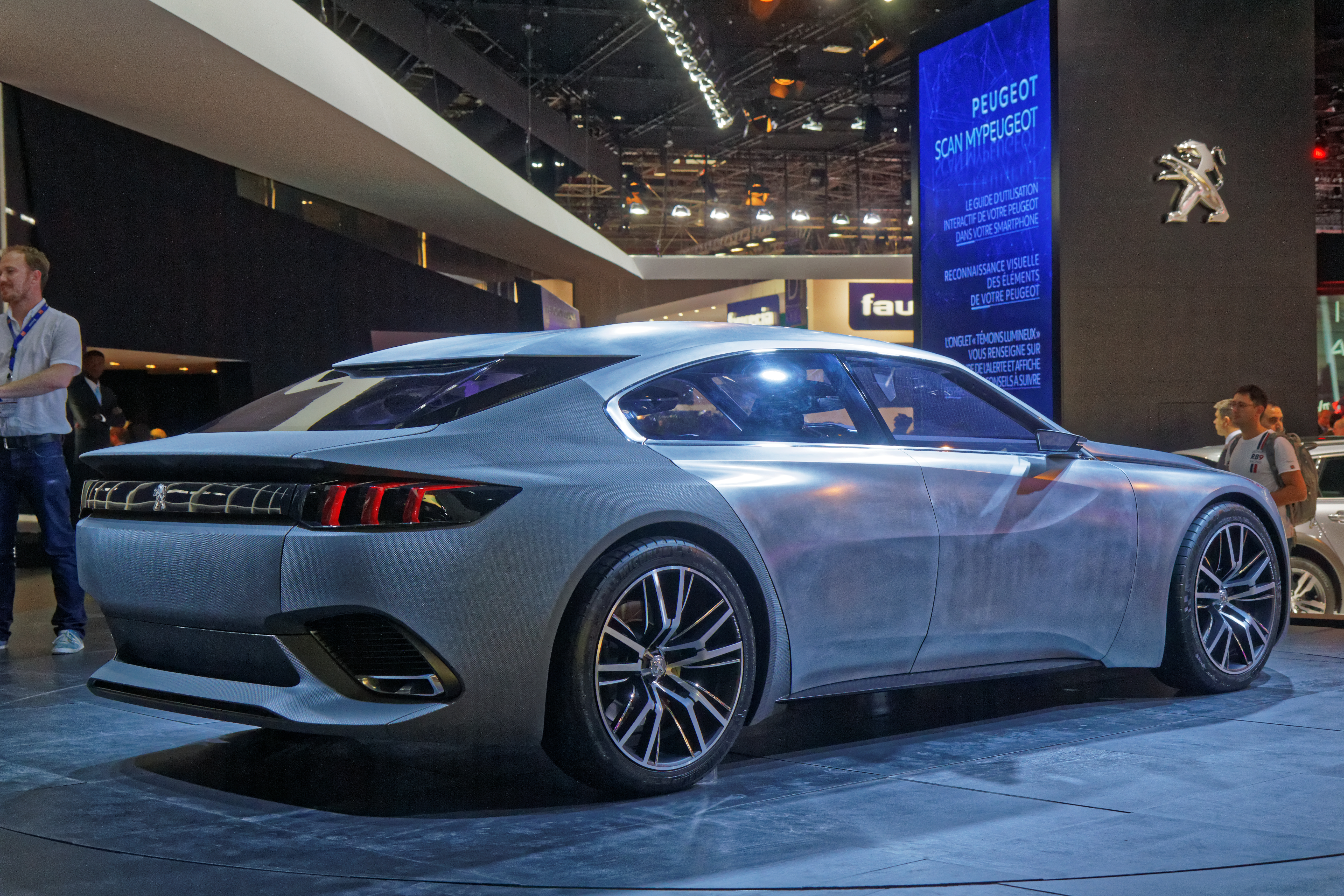